# Wadi Halfa
Wadi Halfa (àrab: وادي حَلْفَا, Wādī Ḥalfā) és una ciutat del Sudan, a l'estat del Nord prop de la frontera amb Egipte, i a la vora del llac Nasser, format per la presa d'Assuan (Aswan). El 2007, consta amb una població de 15.725 habitants. Antigament, la població estava a la vora del Nil, a 10 km al nord de la segona cascada.
S'hi han fet importants troballes arqueològiques, ja que està enmig de diversos llocs nubians. Abans de la inundació del llac Nasser a causa de la presa d'Assuan, els equips arqueològics de tot el món van treballar-hi per salvar el màxim possible.
La ciutat fou fundada al segle xix. L'estiu del 1889, la mahdiyya sudanesa va arribar a Wadi Halfa i va iniciar la penetració cap a Egipte sota comandament d'Abd al-Rahman al-Mudjumi, un mercader de Dongola. L'avanç fou aturat el 3 d'agost de 1889 en la Batalla de Toski (Tushki).
Fou el lloc d'on van partir els britànics per conquerir el Sudan el 1898; per això, s'hi va construir una línia fèrria que es va començar el 1897 i que va servir per a donar suport a l'esforç militar, i es va perllongar cap al Sudan, primer fins a al-Obeid via Atbara, i després més al sud i a l'oest. En la I Guerra mundial, fou una posició de comunicacions aliades. La ciutat vella va quedar en la major part coberta per les aigües del llac Nasser i, per l'acord egipciosudanès, es va construir una ciutat nova coneguda com a New Halfa o Galfa al-Djadid, on els habitants foren reallotjats. En total, 502.000 nubians de la regió van haver de ser traslladats i com que els trasllat fou forçós, el 1960 els nubians es van revoltar al Sudan a Wadi Halfa i els disturbis es van estendre a Khartum i altres poblacions, fins que foren dominats per l'exèrcit.

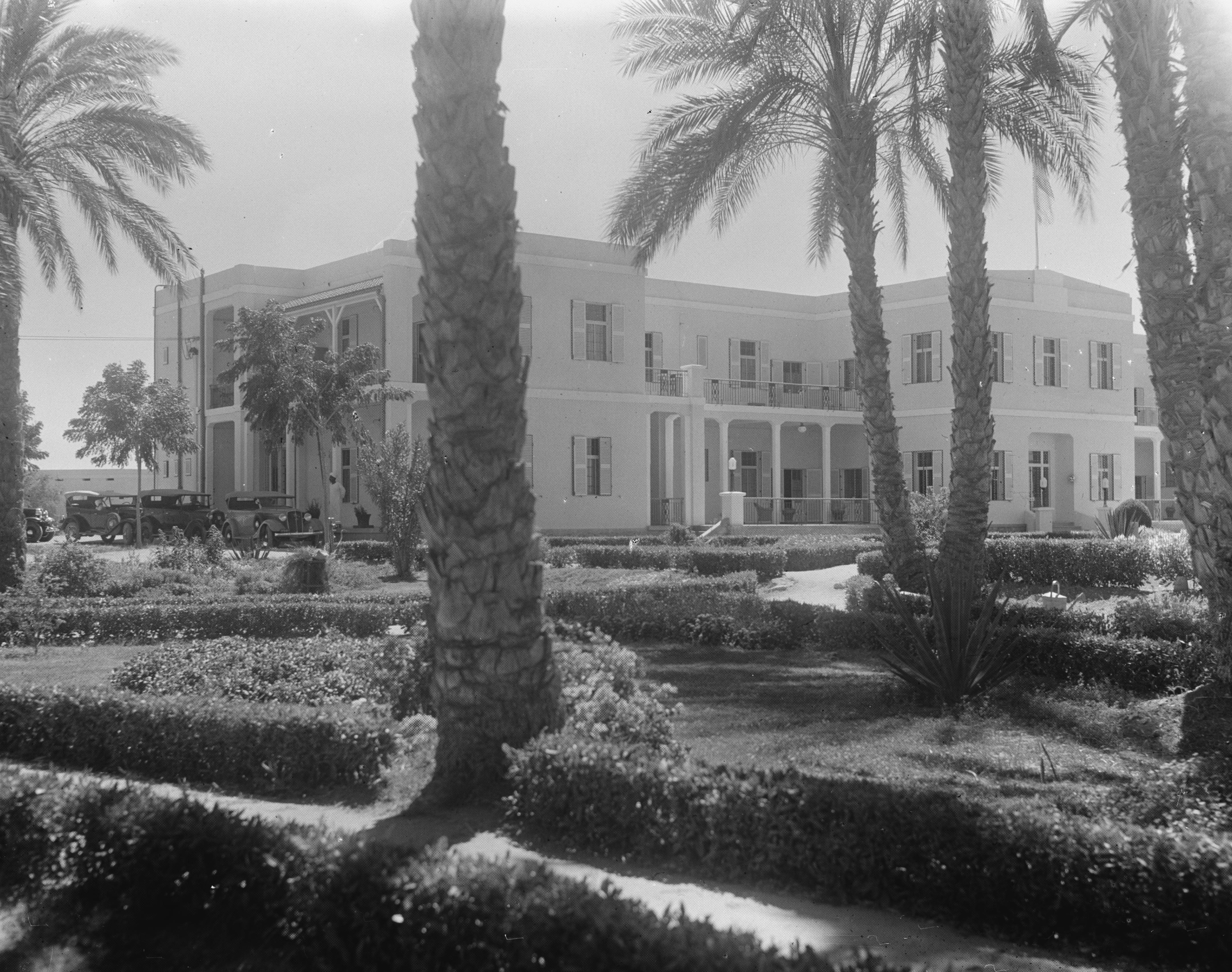
Hotel de l'antiga ciutat de Wadi Halfa abans de llur desaparició sota les aigües del llac Nasser, a causa de la construcció de la segona resclosa d'Assuan.

Avui dia, hi ha a la ciutat una fàbrica de processament de peix xinesa que és la principal indústria local.

## Wadi al-Khowi
Wadi al-Khowi és una regió del Sudan, a la wilaya d'Ash-Shamaliyah, a l'est del Nil, que rep el nom d'un riu generalment sec. La regió és considerada una part del desert de Núbia i queda circumscrita al nord, sud i oest pel riu Nil, mentre a l'est es perllonga el desert, que es fa més muntanyós a partir del Djebel Kurur de 1240 m. La regió és plana i està despoblada.